# Enzklösterle
Enzklösterle is een plaats en gemeente in de Duitse deelstaat Baden-Württemberg, en maakt deel uit van het Landkreis Calw. Enzklösterle telt 1.240 inwoners.

## Geschiedenis
De naam Enzklösterle komt van een cisterciënserklooster die in 1148 in de buurt is gesticht. Het klooster zou na de reïnformatie in 1536 opgeheven worden. In 1826 is het plaatsje zelfstandig geworden, eerder lag het in de gemeente Bad Wildbad. In 1935 werd de gemeente groter door het samenvoegen van de gemeente Enzthal (dat voor 1829 in de gemeente Simmersfeld lag). Hoewel de gemeente Enzthal groter was heeft men toch voor Enzklösterle gekozen.

## Geografie
Enzklösterle heeft een oppervlakte van 20,20 km² en grenst aan de gemeenten Bad Wildbad, Gernsbach, Forbach, Seewald en Simmersfeld.
Enzklösterle heeft een gemiddelde hoogte van 590 meter.
Enzklösterle heeft 4 Ortsteille. Deze zijn: Poppeltal, Gompelscheuer, Nonnenmiss (dat gedeeltelijk in deze gemeente ligt en deels in die van Bad Wildbad) en het dorp Enzklösterle.

## Politiek
Dit zijn en waren de burgemeesters van Enzklösterle vanaf 1943:
- 1943 - 1945, Hermann Erhard
- 1945 - 1948, Jakob Waidelich
- 1948 - 1978, Karl Schat
- 1978 - 1987, Jochen Karl Kübler
- 1988 - 1992, Robert Weiß
- 1992 - 2000, Manfred Wägerle
- 2000 - 2006, Klaus Mack
- 2006 - 2011, Machael Faschon
- 2011 - heden, Petra Nych

## Galerij

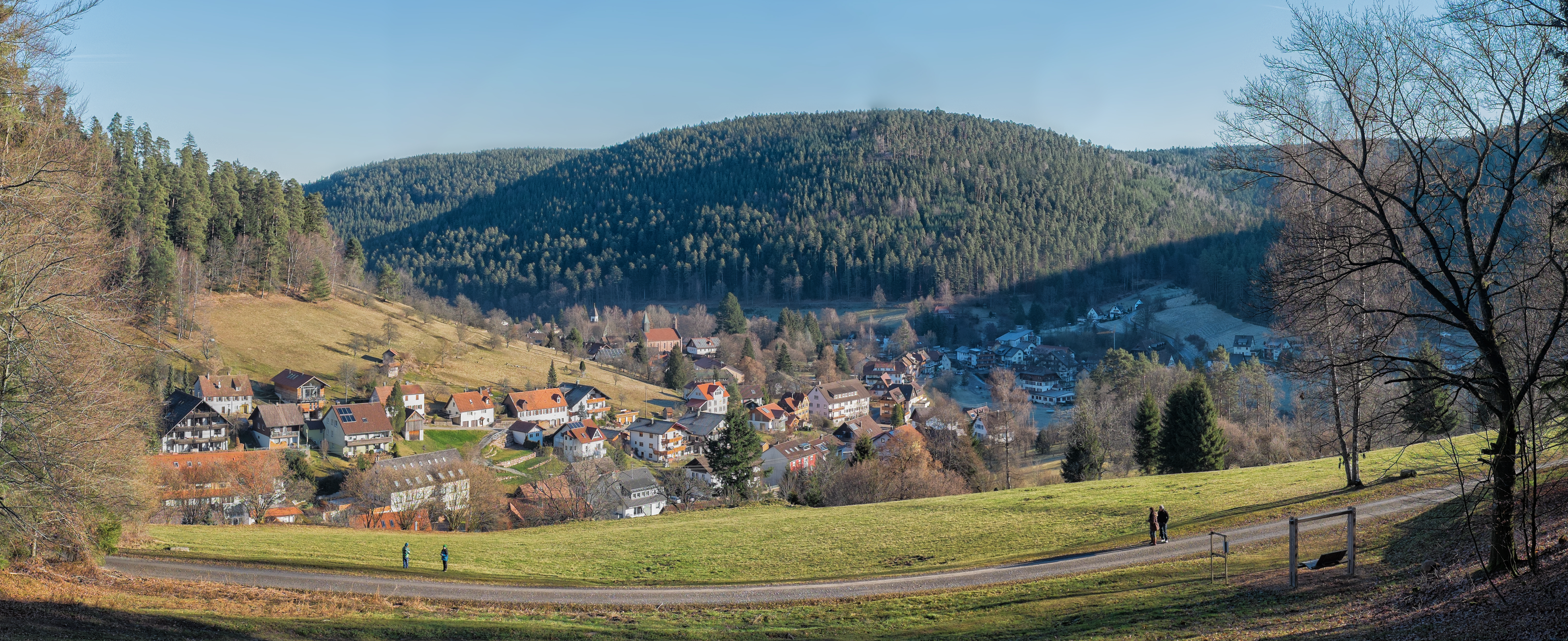
Uitzicht op Enzklösterle
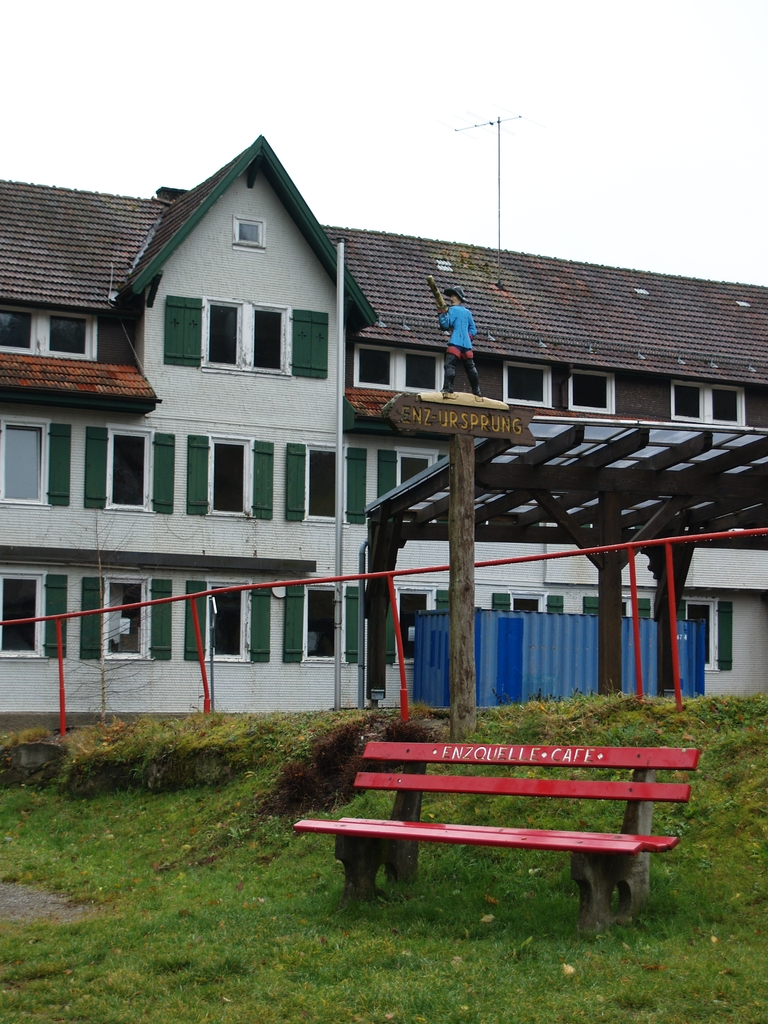
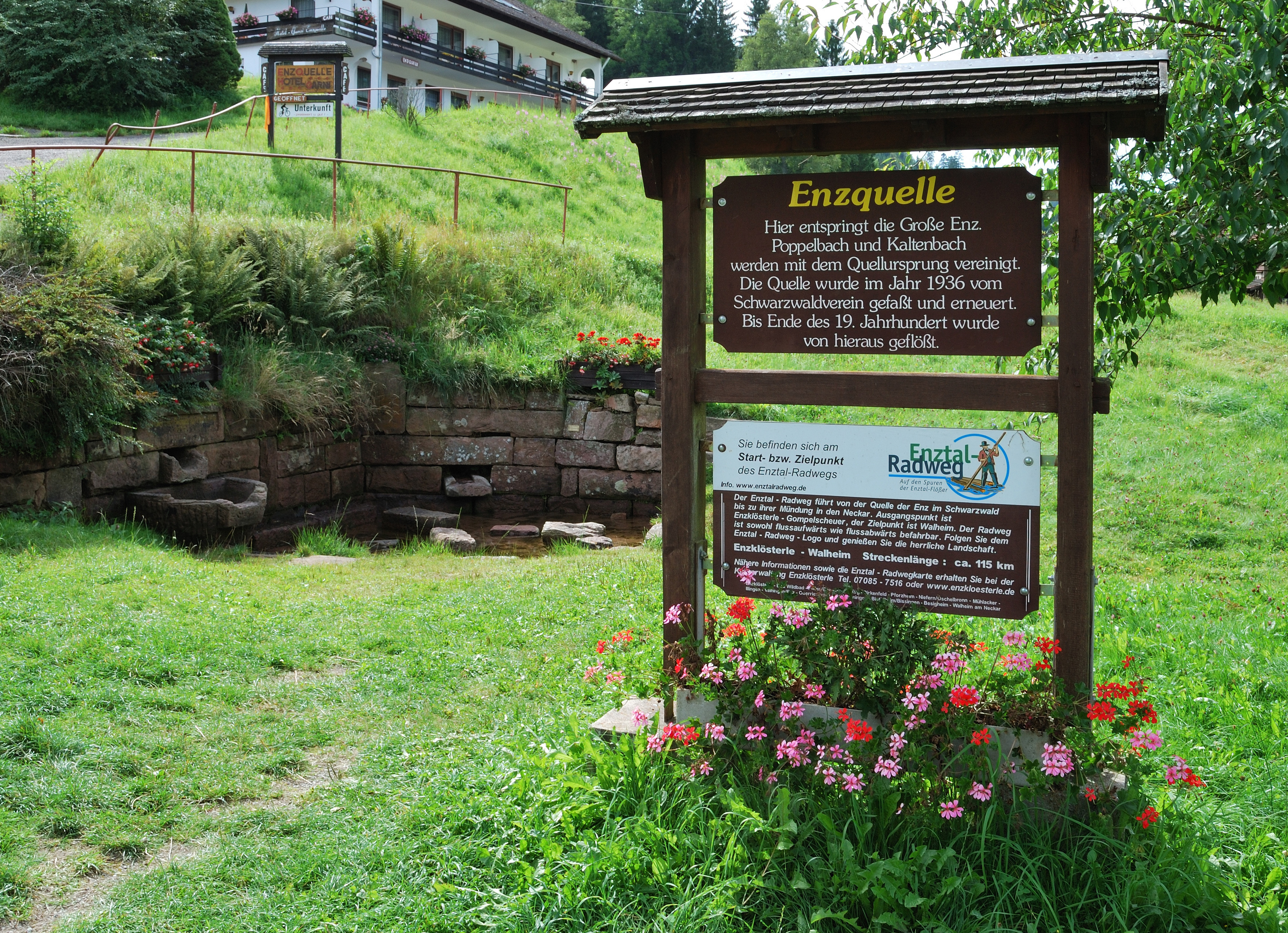
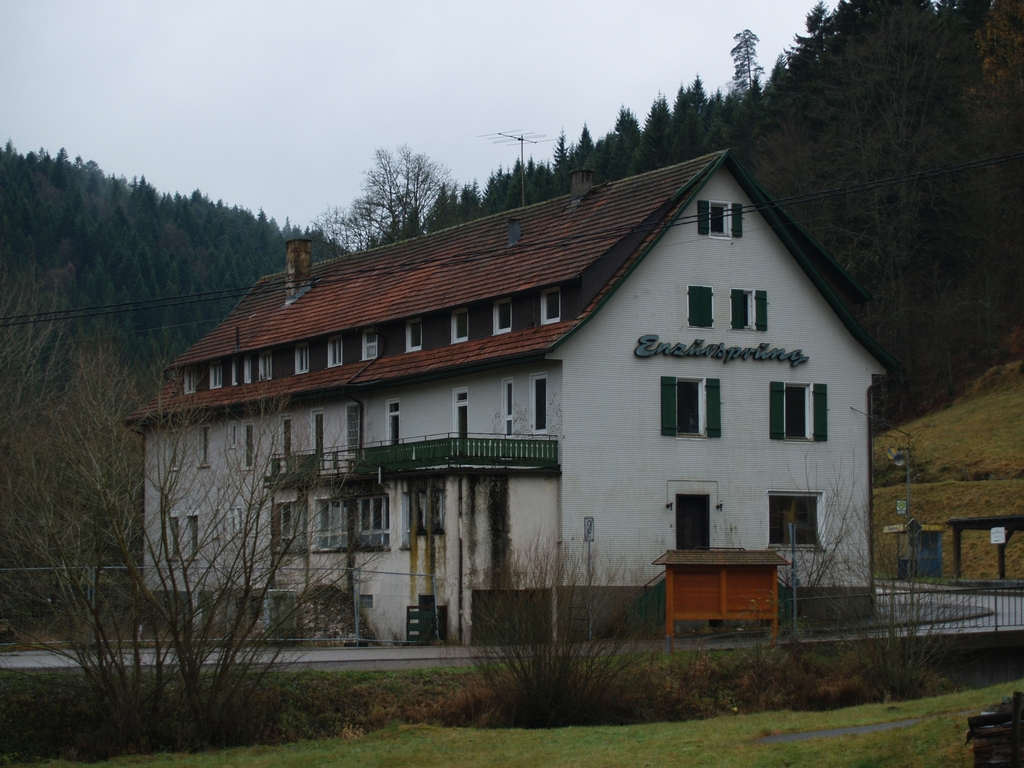
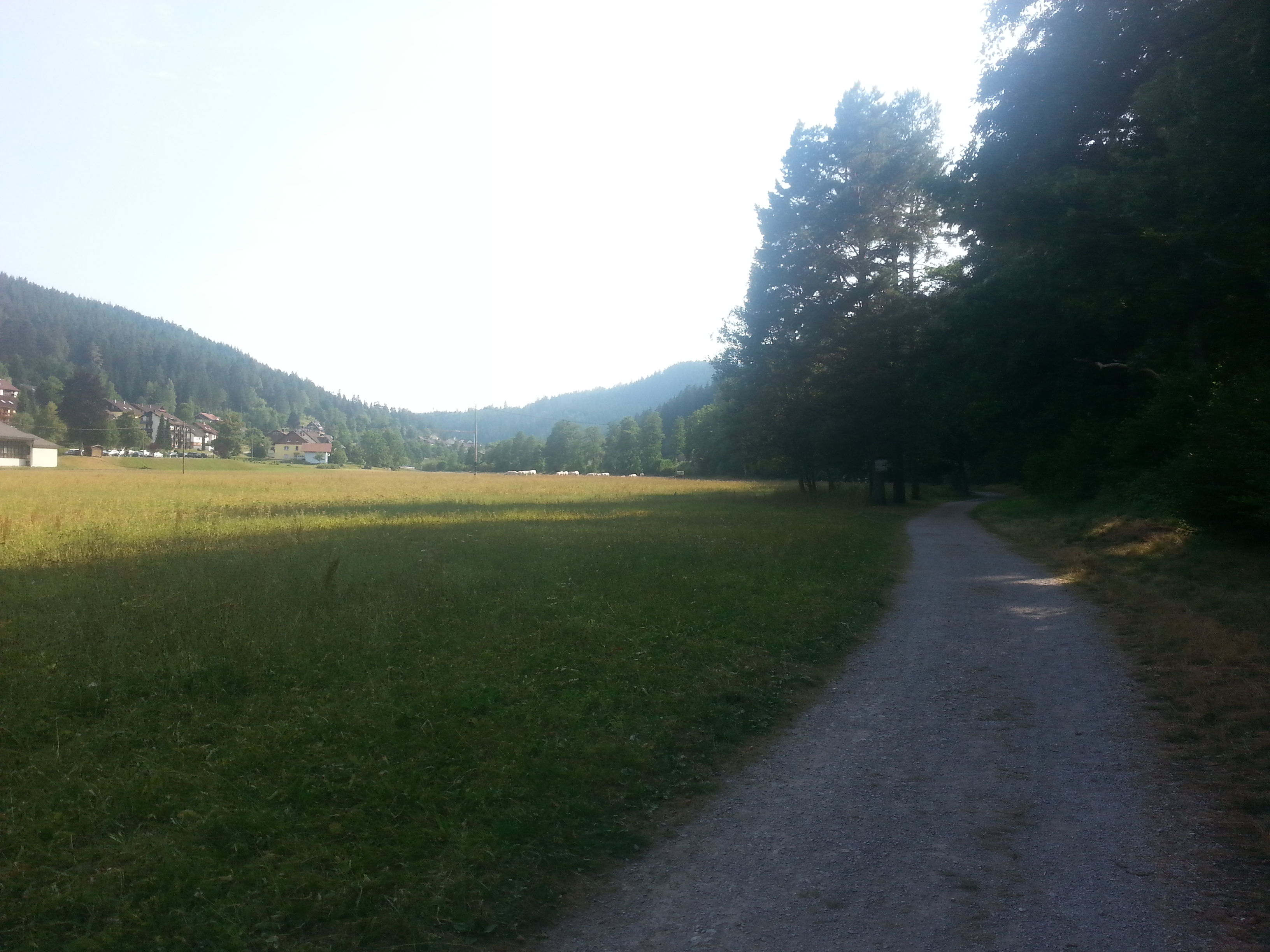

Altensteig ·
Althengstett ·
Bad Herrenalb ·
Bad Liebenzell ·
Bad Teinach-Zavelstein ·
Bad Wildbad ·
Calw ·
Dobel ·
Ebhausen ·
Egenhausen ·
Enzklösterle ·
Gechingen ·
Haiterbach ·
Höfen an der Enz ·
Nagold ·
Neubulach ·
Neuweiler ·
Oberreichenbach ·
Ostelsheim ·
Rohrdorf ·
Schömberg ·
Simmersfeld ·
Simmozheim ·
Unterreichenbach ·
Wildberg